# Silviu Lung Jr.
Silviu Lung Junior (Craiova, 4 de junho de 1989) é um futebolista romeno que atua como goleiro. Atualmente, joga no  Al-Raed.

## Carreira
Iniciou sua carreira em 2007, no Universitatea Craiova, clube pelo qual seu pai, o também goleiro Silviu Lung, teve destaque entre 1974 e 1988. Jogou pelo clube alviazul até 2011, quando assinou com o Astra Giurgiu, onde joga até hoje.

## Seleção Romena
Pela Seleção Romena, Lung Jr. fez sua estreia em 2011, atuando em 3 jogos como titular. Anteriormente, jogou na equipe sub-21 de seu país. Foi convocado para disputar a Eurocopa de 2016, como terceiro goleiro.